# ابراهیم پاتل
ابراهیم پاتل (زاده ۱ ژانویه ۱۹۶۲) سیاستمدار آفریقای جنوبی و اتحادیه کارگری سابق است که از می ۲۰۱۹ وزیر تجارت، صنعت و رقابت بوده‌است. وی پیش از این از سال ۲۰۰۹ تا ۲۰۱۹ به عنوان وزیر توسعه اقتصادی فعالیت می‌کرد.
پاتل که در کیپ تاون بزرگ شد، در جنبش اتحادیه‌های کارگری، به ویژه به عنوان دبیرکل اتحادیه کارگران پوشاک و نساجی آفریقای جنوبی از سال ۱۹۹۳ تا ۲۰۰۹ به شهرت رسید. در آن سمت، او در دوران گذار پس از آپارتاید، عضو کارگری در شورای توسعه اقتصادی و کار ملی و همچنین عضوی از اعضای اجرایی کنگره اتحادیه‌های کارگری آفریقای جنوبی بود.
پرزیدنت جیکوب زوما پس از انتخابات عمومی سال ۲۰۰۹، پاتل را به کابینه منصوب کرد و زمانی که رئیس‌جمهور سیریل رامافوزا آن را در سال ۲۰۱۹ در یک ادغام وزرای ایجاد کرد، وی کارنامه فعلی خود را به دست آورد. وی در تمام مدت حضور در کابینه با برنامه‌ریزی صنعتی و بخشی با پیگیری بومی سازی و صنعتی سازی همراه بوده‌است. هر دو وزارتخانه او به شدت مقررات مربوط به منافع عمومی را در قانون رقابت آفریقای جنوبی اعمال کرده‌اند و اغلب شرایط توسعه و مسئولیت اجتماعی را بر ادغام‌های خصوصی تحمیل می‌کنند، مانند خرید مسمارت توسط والمارت در سال ۲۰۱۱. اگرچه پاتل خود را حامی دولت کارآفرینی و مشارکت عمومی-خصوصی می‌داند، منتقدان او به انگیزه‌های مداخله‌جویانه او اعتراض می‌کنند، که همراه با سابقه اتحادیه‌اش، به او به عنوان یک چهره چپ در دولت شهرت داده‌است.